# Rafa Sousa
Abílio Rafael Barbosa de Sousa, meglio noto come Rafa Sousa (Cete, 25 giugno 1988), è un calciatore portoghese, centrocampista del Cête.